# Federalny Trybunał Sprawiedliwości (Niemcy)

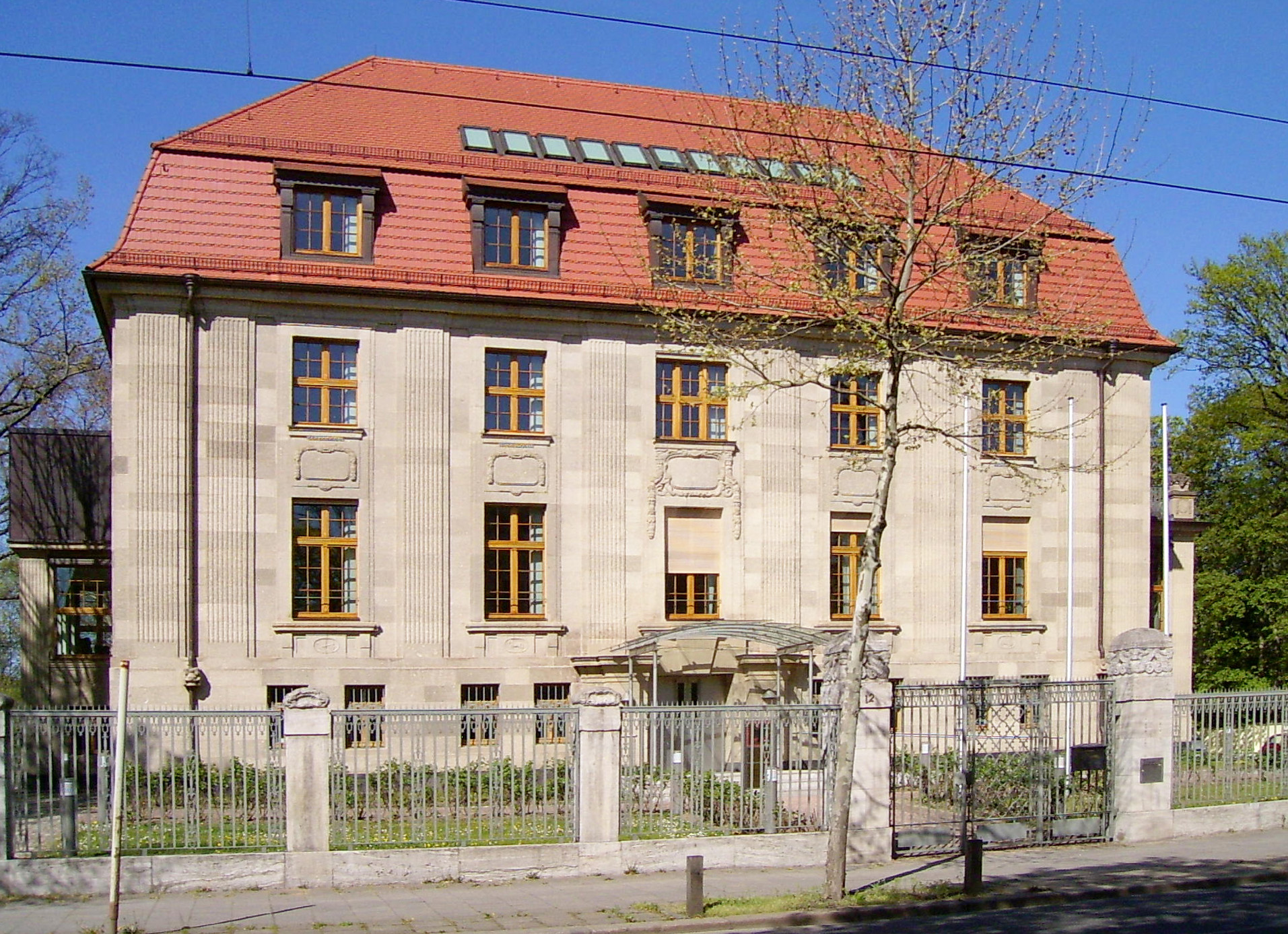
Siedziba 5. Senatu (Karnego) BGH w Villa Sack, w Lipsku

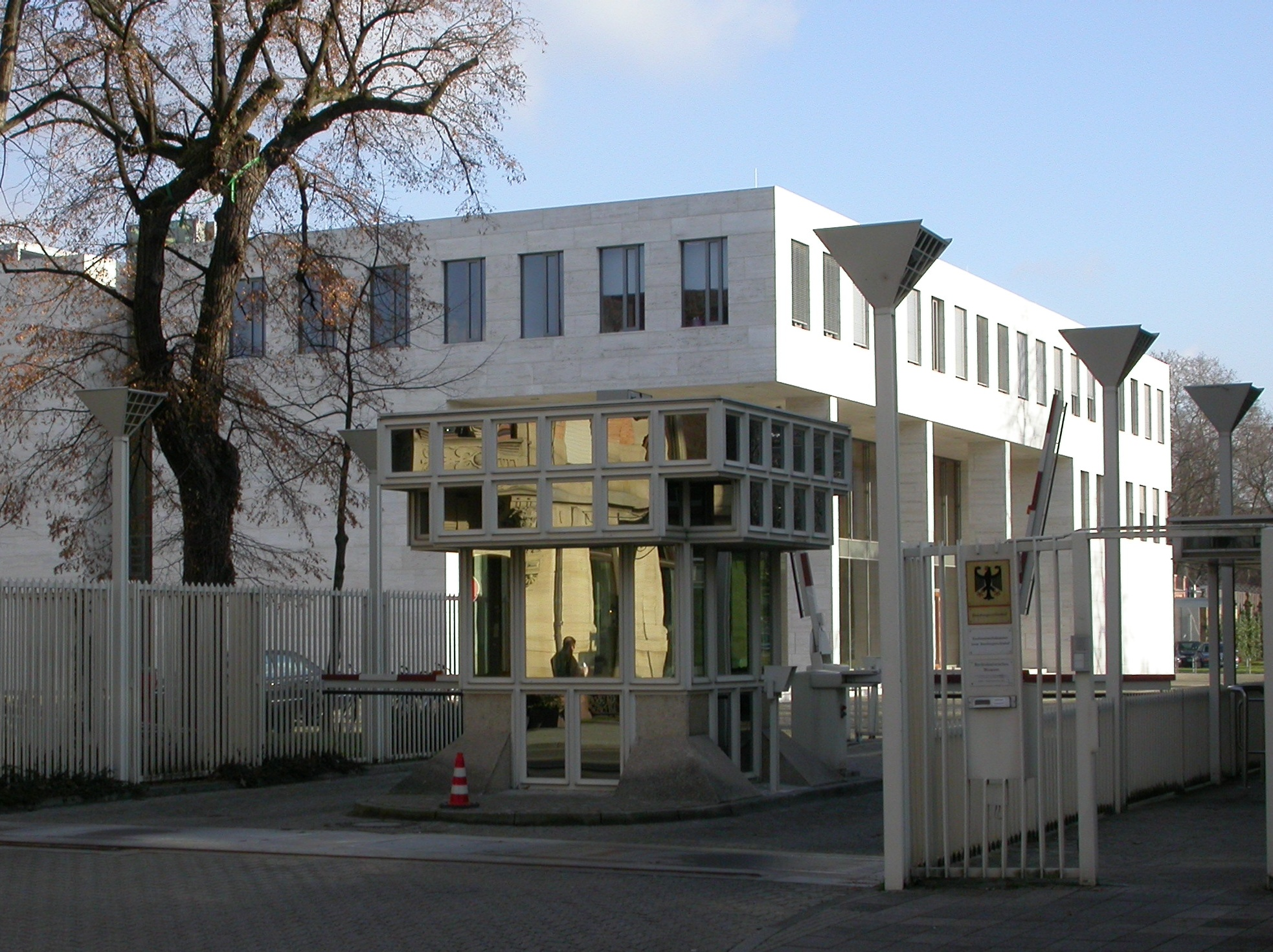
Federalny Trybunał Sprawiedliwości – wejście na teren i nowy budynek przy Herrenstraße

Federalny Trybunał Sprawiedliwości (również Trybunał Federalny, Bundesgerichtshof, BGH) – najwyższa instancja sądownictwa karnego i cywilnego w Republice Federalnej Niemiec.
Wraz z Federalnym Sądem Pracy, Federalnym Trybunałem Finansowym, Federalnym Sądem Socjalnym i Federalnym Sądem Administracyjnym należy on do pięciu najwyższych sądów w Niemczech.

## Utworzenie i siedziba
Federalny Trybunał Sprawiedliwości został założony w 1950 roku jako nieoficjalny następca Reichsgericht (Sądu Rzeszy). Swoją siedzibę ma w Karlsruhe przy Herrenstraße. Senat ds. Karnych ma swoją siedzibę w Lipsku.

## Struktura
Federalny Trybunał Sprawiedliwości jest podzielony na senaty, składające się z Sędziego Przewodniczącego oraz z pięciu członków (§ 139 ust. 1 GVG). Wyróżnia się:
- dwanaście Senatów ds. Cywilnych (oznaczone cyframi rzymskimi),
- pięć Senatów ds. Karnych (z czego jeden w Lipsku), oznaczone cyframi arabskimi,
- osiem Senatów specjalnych:
  - ds. rolnictwa,
  - ds. adwokackich,
  - ds. notarialnych,
  - ds. patentowych,
  - ds. rewidentów,
  - ds. doradztwa podatkowego,
  - ds. monopoli,
  - ds. Republiki Federalnej.

## Podział rozpatrywanych spraw
Podział poszczególnych spraw jest uregulowany specjalnymi przepisami, które określają który senat jest za co odpowiedzialny.
Obecnie przyznaje się senatom następujące zakresy:
- Senaty ds. Cywilnych
  - I Senat ds. Cywilnych: prawo autorskie, nieuczciwa konkurencja
  - II Senat ds. Cywilnych: prawo społeczne
  - III Senat ds. Cywilnych: odpowiedzialność prawna państwa
  - IV Senat ds. Cywilnych: prawo spadkowe
  - V Senat ds. Cywilnych: prawo rzeczowe
  - VI Senat ds. Cywilnych: prawo czynności niedozwolonych
  - VII Senat ds. Cywilnych: prawo budowlane
  - VIII Senat ds. Cywilnych: prawo handlowe i najmu
  - IX Senat ds. Cywilnych: odpowiedzialność radców prawnych, doradców podatkowych, prawo upadłościowe
  - X Senat ds. Cywilnych: prawo patentowe
  - XI Senat ds. Cywilnych: prawo bankowe
  - XII Senat ds. Cywilnych: prawo rodzinne
- Senaty ds. Karnych
  - 1. Senat ds. Karnych: rewizja spraw karnych dla okręgów: Bamberg, Karlsruhe, Monachium, Norymberga i Stuttgart;
  - 2. Senat ds. Karnych: rewizja spraw karnych dla okręgów: Frankfurt nad Menem, Jena, Koblenz i Kolonia;
  - 3. Senat ds. Karnych: rewizja spraw karnych dla okręgów: Celle, Düsseldorf, Oldenburg i Schleswig;
  - 4. Senat ds. Karnych: rewizja spraw karnych dla okręgów: Hamm, Naumburg, Rostock, Saarbrücken i Zweibrücken;
  - 5. Senat ds. Karnych: rewizja spraw karnych dla okręgów: Brandenburg, Braunschweig, Bremen, Drezno i Hamburg.